# Coppa CERS 2005-2006
La Coppa CERS 2005-2006 è stata la 26ª edizione dell'omonima competizione europea di hockey su pista riservata alle squadre di club. Il torneo ha avuto inizio il 3 dicembre 2005 e si è concluso il 23 aprile 2006. 
Il titolo è stato conquistato dagli spagnoli del Barcellona per la prima volta nella loro storia sconfiggendo in finale i connazionali del Vilanova. 
In quanto squadra vincitrice il Barcellona ha ottenuto anche il diritto di partecipare alla Coppa Continentale.

## Squadre partecipanti
| Nazione     | Club             | Città                | Qualificazione                                          |
| ----------- | ---------------- | -------------------- | ------------------------------------------------------- |
| Francia     | La Vendéenne     | La Roche-sur-Yon     | Eliminato agli ottavi di finale della Champions League  |
| Francia     | Nantes           | Nantes               | 6º in Nationale 1 2004-2005                             |
| Francia     | Ploufragan       | Ploufragan           | 5º in Nationale 1 2004-2005                             |
| Francia     | Quévert          | Quévert              | Eliminato agli ottavi di finale della Champions League  |
| Francia     | SCRA Saint-Omer  | Saint-Omer           | 4º in Nationale 1 2004-2005                             |
| Germania    | Remscheid        | Remscheid            |                                                         |
| Inghilterra | Herne Bay United | Herne Bay            |                                                         |
| Italia      | CGC Viareggio    | Viareggio            | 5º in Serie A1 2004-2005, semifinale dei play-off       |
| Italia      | Novara           | Novara               | 6º in Serie A1 2004-2005, quarti di finale dei play-off |
| Italia      | Rotellistica 93  | Novara               | 9º in Serie A1 2004-2005                                |
| Portogallo  | Portosantese     | Porto Santo          | 7º in 1ª Divisão 2004-2005                              |
| Spagna      | Barcellona       | Barcellona           | Eliminato agli ottavi di finale della Champions League  |
| Spagna      | Igualada         | Igualada             |                                                         |
| Spagna      | Lloret           | Lloret de Mar        |                                                         |
| Spagna      | Vilanova         | Vilanova i la Geltrú |                                                         |
| Svizzera    | Ginevra          | Ginevra              |                                                         |
| Svizzera    | Montreux         | Montreux             |                                                         |
| Svizzera    | Uttigen          | Uttigen              |                                                         |

## Risultati

### Primo turno
| Squadra 1       | Totale | Squadra 2     | Andata | Ritorno |
| --------------- | ------ | ------------- | ------ | ------- |
| Vilanova        | 8 - 7  | CGC Viareggio | 5 - 3  | 3 - 4   |
| SCRA Saint-Omer | 11 - 4 | Remscheid     | 8 - 3  | 3 - 1   |

### Ottavi di finale
| Squadra 1        | Totale | Squadra 2       | Andata | Ritorno |
| ---------------- | ------ | --------------- | ------ | ------- |
| Lloret           | 3 - 8  | Barcellona      | 2 - 6  | 1 - 2   |
| Quévert          | 1 - 15 | Igualada        | 0 - 7  | 1 - 8   |
| Nantes           | 3 - 6  | La Vendéenne    | 2 - 2  | 1 - 4   |
| Portosantese     | 5 - 9  | Novara          | 3 - 5  | 2 - 4   |
| Vilanova         | 7 - 4  | Ginevra         | 6 - 2  | 1 - 2   |
| Herne Bay United | 5 - 15 | Uttigen         | 4 - 6  | 1 - 9   |
| Montreux         | 6 - 11 | Ploufragan      | 5 - 6  | 1 - 5   |
| Rotellistica 93  | n.d.   | SCRA Saint-Omer |        |         |

### Quarti di finale
| Squadra 1       | Totale | Squadra 2    | Andata | Ritorno |
| --------------- | ------ | ------------ | ------ | ------- |
| Igualada        | 15 - 2 | Ploufragan   | 7 - 2  | 8 - 0   |
| Uttigen         | 2 - 5  | La Vendéenne | 1 - 1  | 1 - 4   |
| Vilanova        | 5 - 3  | Novara       | 2 - 0  | 3 - 3   |
| SCRA Saint-Omer | 2 - 14 | Barcellona   | 1 - 4  | 1 - 10  |

### Semifinali
| Squadra 1    | Totale | Squadra 2 | Andata | Ritorno |
| ------------ | ------ | --------- | ------ | ------- |
| Barcellona   | 7 - 1  | Igualada  | 4 - 0  | 3 - 1   |
| La Vendéenne | 2 - 7  | Vilanova  | 1 - 3  | 1 - 4   |

### Finale
| Squadra 1  | Totale | Squadra 2 | Andata | Ritorno |
| ---------- | ------ | --------- | ------ | ------- |
| Barcellona | 5 - 1  | Vilanova  | 3 – 1  | 2 – 0   |